# Dziewczyna
Dziewczyna (rzadziej: dziewczę, podlotek, dzierlatka; również dziewczynka, zwykle o małych dzieciach) – młody człowiek płci żeńskiej. Wiek, w którym dziewczyna staje się kobietą, jest różny w różnych społeczeństwach. Zwykle przejście z okresu dojrzewania do dojrzałości następuje w wieku kilkunastu lat.

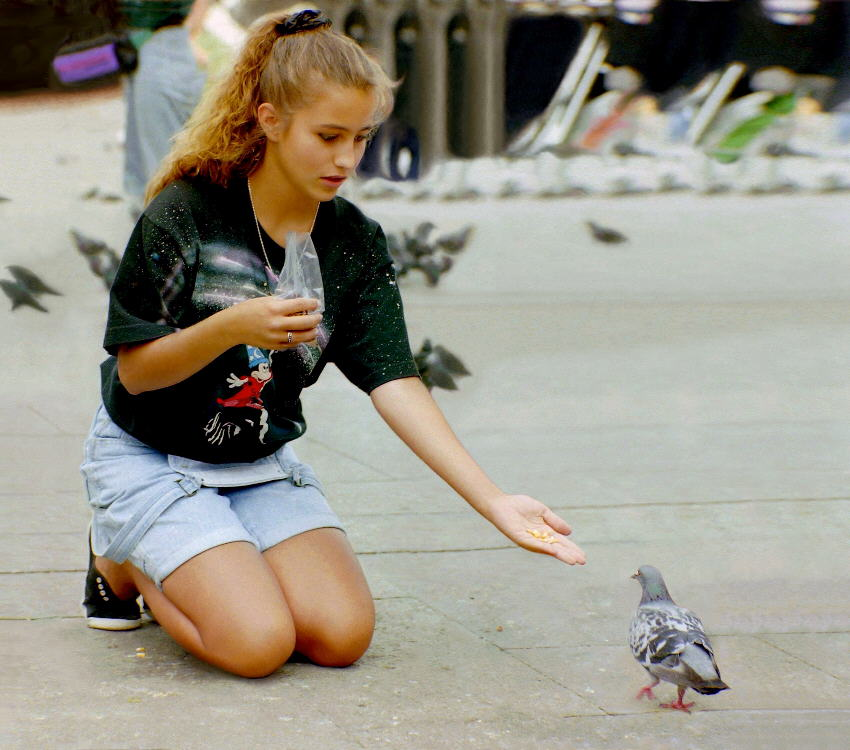
Dziewczyna karmiąca gołębia

W mowie potocznej słowo „dziewczyna” (zwykle w wyrażeniu: moja/czyjaś dziewczyna) funkcjonuje jako określenie na będącą w  nieformalnym związku młodą niezamężną kobietę. W historycznym znaczeniu była to „służąca, pokojówka, pomoc domowa”.

## Etymologia
Słowo „dziewczyna”, podobnie jak „dziewczę”, jest deminutywem (zdrobnieniem) od wyrazu dziewka oznaczającego pierwotnie służącą na wsi, później także prostytutkę. Słowo to jest znane we wszystkich językach słowiańskich. Prasłowiańskie *děvъka jest derywatem od wyrazu *děva „dziewica, dziewczyna”, który z kolei pochodzi od przymiotnika *děvъ „dziewiczy, niewinny”; przymiotnik ten został utworzony od czasownika *dojiti „karmić piersią; ssać” (por. polskie „doić”), a więc pierwotnie *děva oznaczało „ssąca pierś” i wskazywało niemowlę płci żeńskiej.
Obecnie „dziewczyna” wyparła niemal całkowicie równoznaczny rzeczownik „dziewczę” w liczbie pojedynczej, podczas gdy w liczbie mnogiej drugi z wyrazów używany jest nawet częściej. Ponieważ jednak „dziewczę” ma nijaki rodzaj gramatyczny, łączy się z liczebnikami zbiorowymi („obie dziewczyny”, ale „oboje dziewcząt”).
Analogiczne przekształcenia znaczeniowe zachodziły w innych językach. Niemieckie słowo Mädchen (podobnie do polskiego „dziewczęcia”, rodzaju nijakiego) powstało poprzez dodanie do rzeczownika Magd (oznaczającego służącą) zmiękczającej partykuły -chen. Od XV wieku zachodziły następujące przekształcenia: mēgedeken → Medichen → Mägdchen → Mädchen. Jakkolwiek obecnie wyraz oznacza młodą osobę płci żeńskiej lub ukochaną, pierwotne znaczenie nie zostało wyparte. 

## Sztuka

Sztuka akademicka: dzierlatka broniąca się przed Erosem (William-Adolphe Bouguereau)

Dziewczęta są bohaterkami wielu dzieł sztuki. W 1891 roku Kazimiera Skrzyńska zauważała, iż „piosenka jest tak zespolona z postacią dziewczyny, że prawie nie wolno jej milczeć”. Myśl tę rozwijał później Bolesław Leśmian, zauważając istotną – a nierozpoznaną wówczas – dwoistość: stwierdził mianowicie, że „dziewczyna” może służyć za rzeczownik pospolity określający rodzaj, ale i za wyróżnik pewnego typu bohaterki literackiej, zbliżając się w tej roli do imienia własnego. Leśmian napisał także wiersz siedemnastozgłoskowcem zatytułowany „Dziewczyna”, dowodząc w nim, że los człowieka mającego wytyczony cel jest określony poprzez pragnienie.
Mimo zasadniczej przynależności tego archetypu do kultury ludowej, podlotki występowały w literaturze polskiej już wcześniej – na przykład Juliusz Słowacki umieścił taką postać w poemacie dygresyjnym „Beniowski” („żaden nie nazwie jej w pieśni «dziewczyną», lecz musi nazwać posępnie «dziewicą», (...) ale to nie był los panny Anieli”). Opus magnum innego polskiego romantyka, przedwcześnie zmarłego Mieczysława Romanowskiego, nosi tytuł „Dziewczę z Sącza”; oprócz tego napisał on także wiersz „Dzieweczka”, poetycki opis masakry na Placu Zamkowym. Narracja obydwu tych utworów koncentruje się na dziewczynach.
W XIX wieku postaci dziewcząt były także często przedstawiane na obrazach malowanych w duchu kierunku zwanego akademizmem.

## Sport

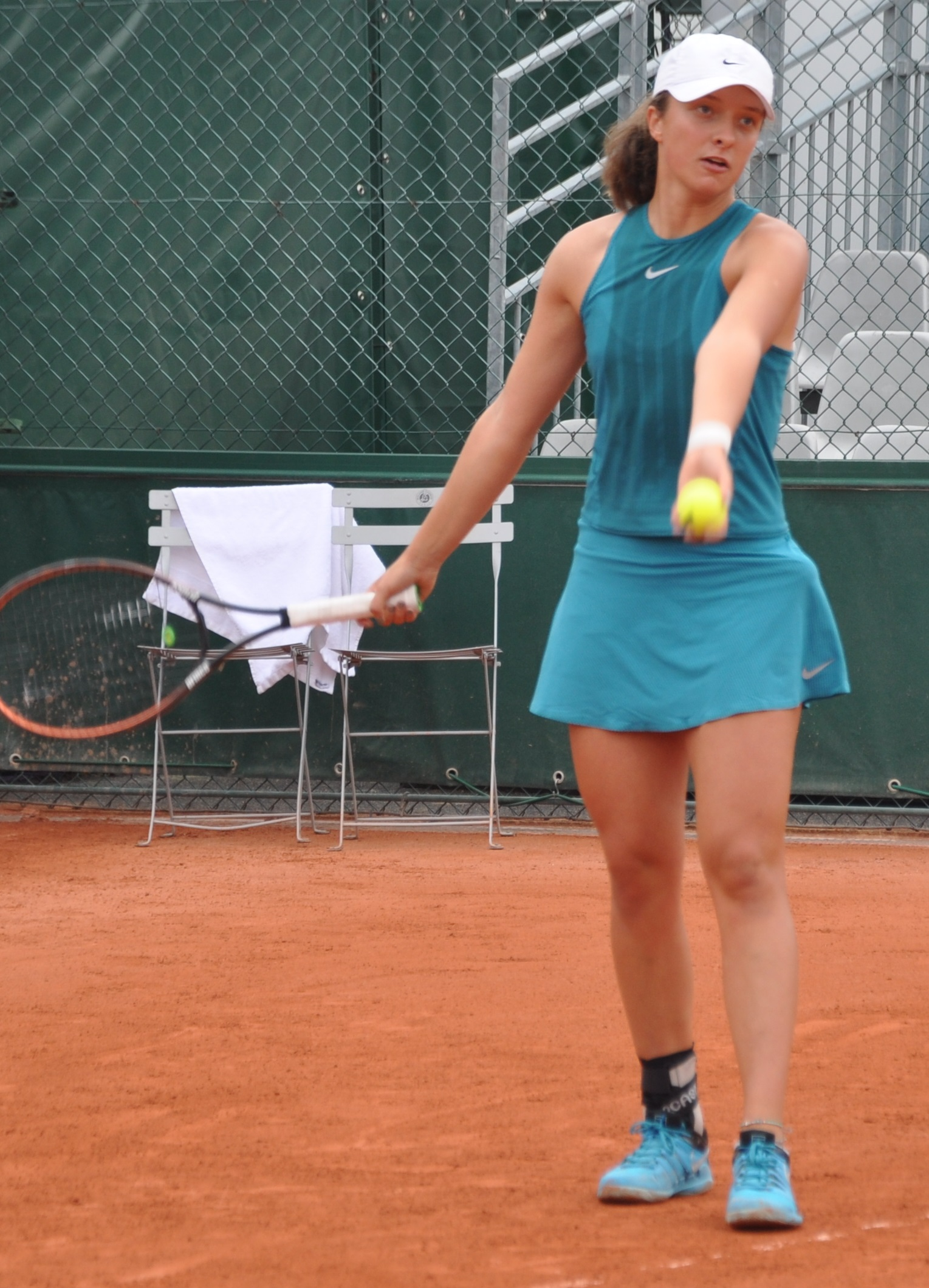
Iga Świątek, zwyciężczyni Wimbledonu 2018 w grze pojedynczej dziewcząt (fotografia wykonana miesiąc wcześniej)

W wielu dyscyplinach sportowych istnieją osobne rozgrywki dla dziewczyn. Przykładowo, w tenisie każdy turniej wielkoszlemowy zawiera gry pojedyncze i podwójne dziewcząt (definiowanych jako osoby płci żeńskiej w wieku rocznikowym najwyżej 18 lat). Podobnie, FIDE co miesiąc publikuje listę najlepiej grających w szachy dziewczyn (w tym wypadku do lat 20, również rocznikowo). Żeńskie konkurencje na olimpijskim festiwalu młodzieży Europy są określane jako konkurencje dziewcząt.